# Klaviersonate Nr. 2 (Beethoven)
Ludwig van Beethovens Sonate Nr. 2 A-Dur op. 2 Nr. 2 entstand im Jahr 1795. Sie ist, wie alle unter Opus 2 veröffentlichten Werke, Joseph Haydn gewidmet und wurde im selben Jahr in Anwesenheit Haydns erstmals vom Komponisten aufgeführt.

## Aufbau
- Erster Satz: Allegro vivace, A-Dur, 2/4 Takt, 336 Takte
- Zweiter Satz: Largo appassionato, D-Dur, 3/4 Takt, 80 Takte
- Dritter Satz: Scherzo, Allegretto, A-Dur, 3/4 Takt, 68 Takte
- Vierter Satz: Rondo, Grazioso, 4/4 Takt, 187 Takte

### Erster Satz
Das erste Thema besteht zunächst aus unisono gespielten Motiven: einem rechts oktavierten Quartsprung abwärts (A - E) folgt eine Fünfton-Sequenz abwärts (E - A) in Zweiunddreißigsteln; das Gleiche wiederholt sich (A - Fis; Fis - H). Dem anschließenden Dominantseptakkord in rechts oktavierten Vierteln – ebenfalls abwärts – folgt eine aufsteigende Tonleiter-Figur in Achteln, die in einer kurzen Abwärtsbewegung endet. Im Folgenden stehen sich diese auf- und absteigenden Figuren immer wieder auch kontrastierend gegenüber, wobei die aufsteigende Sequenz - wenn sie in Sechzehntel-Triolen auftritt - schon auf den Beginn des vierten Satzes verweist. Dies ist bereits der Beginn der Überleitung zum zweiten Thema, das in Takt 58 einsetzt: es beginnt in e-Moll und bildet nicht nur in seiner „schillernden Harmonik“ einen scharfen Kontrast zum ersten Themenkomplex. Danach kehrt kurz das erste Motiv zurück, in scharfen fortissimo-pianissimo Kontrasten. Nach einer achttaktigen Überleitung (Takt 84 bis 91) - ab- und aufsteigende Sechzehnteltriolen im fortissimo, ganztaktige sforzando-Akkorde - erscheint noch einmal ein weiteres Motiv des ersten Themas: die aufsteigenden Sechzehnteltriolen. Danach verklingt die Exposition im pianissimo. Die Durchführung beginnt in Takt 118, wenige Takte später ertönt das erste Thema zunächst in C-Dur. Ab Takt 130 verwendet Beethoven die ersten beiden in der Exposition unisono vorgestellten Motive des ersten Themas im Bass mit begleitenden Oberstimmen und anschließend das akkordische dritte Motiv im Sopran, während die begleitenden Stimmen zu Unterstimmen werden, zunächst in As-Dur, ab Takt 136 in Es-Dur, ab Takt 142 wiederum in C-Dur und ab Takt 148 in f-Moll, bevor die Sechzehntelbewegung in Takt 158 mit einem C-Dur Akkord endet. Nach mehr als 60 weiteren Takten endet die Durchführung in Takt 224 auf einer Fermate, worauf die Reprise folgt.

### Zweiter Satz
Der Satz ist nahezu durchgehend von "leidenschaftlich-gespannter, tiefernster Stimmung". Eine in der Subdominant-Tonart D-Dur ruhig voranschreitende Melodie in Vierteln - akkordisch gesetzt - wird von einer zunächst im Staccato gesetzten Bassstimme in Achteln begleitet. Nach einer kurzen Überleitung erscheint das Thema erneut, wird nun aber bis zum Fortissimo gesteigert. Eine Zwischenepisode (Takt 20 bis 31) unterbricht zunächst die ruhige Bewegung der linken Hand, nimmt sie jedoch gegen Ende wieder auf (ab Takt 26). Danach wiederholt sich der erste Teil mit dem zweimaligen Vorstellen des Themas.
Nach ruhiger Überleitung schließt der Satz mit dem unvermittelt im Fortissimo einsetzenden Hauptthema in Moll (Takt 58), das sich über drei vollgriffig gesetzte Akkorde in der F-Dominante überraschend nach B-Dur wendet (Takt 60 ff). Die zu Beginn des Satzes eher gemessen schreitende Begleitung der linken Hand „stampft“ nun in ab- und aufsteigenden Oktaven. Dieser kurze Ausbruch endet jedoch bereits in Takt 64, der Satz wird mit der Wiederaufnahme des Hauptthemas im Pianissimo zum Ende geführt, eine neu dazutretende Mittelstimme in Sechzehnteln vertieft die abnehmende Spannung.

### Dritter Satz
Der Satz ist dreiteilig: dem aus zwei zu wiederholenden Teilen bestehenden Allegretto (Takt 1 bis 44) folgt ein ebenfalls aus zwei zu wiederholenden Teilen bestehendes Minore, worauf erneut das Allegretto erklingt.
Das Allegretto präsentiert zunächst kaum mehr als den A-Dur-Akkord und E-Dur-Septakkord, in der rechten Hand in Sechzehnteln aufgelöst, in der linken als Akkord, in verschiedenen Lagen. Nach dieser achtaktigen Vorstellung wechseln ab Takt 9 die Hände ihre Rolle und schlagen ab Takt 11 auch harmonisch neue Wege ein: über Cis-Dur, fis-Moll und Dis-Dur erscheint nach einer fortissimo-Steigerung plötzlich ein einfaches Thema in gis-Moll, im piano und von ruhigen Achteln der linken Hand begleitet (Takt 19 bis 25). Nach einer kurzen Überleitung wiederholen sich die Anfangstakte, dann schließen zwei Fortissimo-Akkorde diesen ersten Abschnitt.
Das Minore steht in a-Moll und ist sowohl vom Material als auch vom Satz her sehr einfach: die rechte Hand verarbeitet ein absteigendes Motiv aus drei Vierteln, die linke begleitet mit durchlaufenden konventionellen Achtelfiguren. Einige sforzando-Akzente durchbrechen den sonst im Piano gehaltenen Verlauf, der Abschnitt endet allerdings im Fortissimo, verstärkt durch vollgriffige Akkorde der rechten Hand.

### Vierter Satz
Das Rondo besteht aus dem Refrain, der fünfmal erscheint (Takte 1–16, 41–56, 100–115, 135–158 und 173–187) und den dazwischengestellten Couplets. Der Refrain in seiner eher konventionellen melodischen Struktur beginnt jeweils mit einem über mehrere Oktaven aufsteigenden, auf beide Hände verteilten gebrochenen Akkord, gefolgt von einem abrupten „Absturz“ über nahezu zwei Oktaven, worauf unvermittelt das Refrainthema einsetzt – „als wäre nichts Ungewöhnliches geschehen“.